# لويس نلافو
لويس نلافو (مواليد 30 نوفمبر 2002) هو لاعب كرة قدم من غينيا الاستوائية يلعب كمهاجم في فريق سبورتينغ براغا تحت 23 سنة ومنتخب غينيا الاستوائية.